# Jerry Snell
Jerry Snell (Montreal, 17 de abril de 1957-Bangkok, 7 de agosto de 2015) fue un actor canadiense.

## Filmografía
- 1987: Un zoo la nuit, de Jean-Claude Lauzon
- 1991: Nelligan : Marin
- 1992 : "Exit pour nomades" , de Pierre Bastien
- 1992: L'Automne sauvage, de Gabriel Pelletier
- 1993: El mapa del sentimiento humano (Map of the Human Heart), de Vincent Ward
- 1993: Matusalem, de Roger Cantin
- 1995: Motel : Mat
- 2001: 15 février 1839 , de Pierre Falardeau